# Paul Sédille
Paul Sédille (* 1836 in Paris; † 1900) war ein französischer Architekt, Architekturtheoretiker und Maler. Sein wichtigstes Werk war die Neugestaltung des Warenhauses Printemps in Paris.

## Leben
Als zeitgenössischer Theoretiker und Kritiker beschäftigte sich Sédille mit der Wiener Architektur der 1880er Jahre. Er war der einzige Franzose seiner Zeit, der die Architekturtheorie auf die Ursprünge Gottfried Sempers zurückführte. Bis zu seinem Tod leitete er die Arbeiten an der Basilika von Bois-Chenu.